# Современное пятиборье на летних Олимпийских играх 2024
Соревнования по современному пятиборью на летних Олимпийских играх 2024 года прошли с 8 по 11 августа на территории дворцово-паркового ансамбля Версаль в пригороде Парижа и Арене Пари Нор в Вильпенте. Все соревнования проходили в Версале, кроме рейтинговых раундов по фехтованию, которые прошли на Арене Пари Нор. 72 спортсмена (по 36 мужчин и женщин) разыграли  два комплекта медалей.
Олимпийские соревнования 2024 года стали последними, в которых конный спорт входил в программу современного пятиборья на Олимпийских играх. На Играх 2028 года конкур будет заменён на велогонку с препятствиями.

## Формат соревнований
Современное пятиборье состоит из пяти видов спорта: стрельбы из пистолета, фехтования на шпагах, плавания на 200 метров вольным стилем, конкура и бега на 3,2 километра по пересеченной местности.
Первые три вида соревнований (фехтование, плавание и конкур) оцениваются по балльной системе. Затем очки пересчитываются в гандикап по времени для финального комбинированного соревнования (стрельба из пистолета и бег по пересеченной местности), где лидер по набранным очкам стартует первым, а каждый другой участник стартует с задержкой, в зависимости от того, на сколько очков он отстает от лидера. 
Как и в предыдущих играх, соревнования по фехтованию состоят из двух раундов: традиционного кругового рейтингового раунда и «бонусного раунда». Во время кругового раунда каждый участник встречается с каждым в поединке в одно касание. Участники будут ранжированы в соответствии с количеством одержанных побед. Бонусный раунд проходит на одной дорожке по лестничной системе с выбыванием. Два участника, занявшие в круговом турнире самые низкие места, встречаются друг с другом в первом поединке в одно касание; победителю будет начислено дополнительное очко (победы по круговой системе оцениваются в 5 очков), и далее он встречается с соперником, занявшим следующее место снизу по рейтингу. Все участники вступают в борьбу по мере повышения рейтинга вплоть до победителя рейтингового раунда 
Соревнования по плаванию состоят из заплыва на 200 метров вольным стилем, очки начисляются в зависимости от времени.
Соревнования по конкуру представляют собой прохождение трассы с 12 препятствиями на незнакомой лошади. Очки основываются на штрафных баллах за упавшие перекладины, отказы, падения и превышение лимита времени. 
Соревнования по бегу и стрельбе из пистолета объединены в лазер-ран: спортсменам предстоит провести четыре раунда стрельбы, за каждым из которых следует забег на 800 метров. В каждом раунде стрельбы они стреляют из лазерного пистолета по мишеням, находящимся на расстоянии 10 метров. Участники должны поразить пять мишеней или по истечении 50 секунд перейти к следующему этапу забега; дополнительного штрафа за пропущенные выстрелы не предусмотрено. Поскольку спортсмены стартуют с гандикапом по результатам первых трех видов, победителем считается спортсмен, который первым пересечет финишную черту в лазер-ран.

## Расписание
| Рейтинговый раунд | Полуфинал | Финал | Медальный вид |

| Дата    | 8 Авг | 9 Авг | 9 Авг | 9 Авг | 9 Авг | 10 Авг | 10 Авг | 10 Авг | 10 Авг | 11 Авг | 11 Авг | 11 Авг | 11 Авг |
| ------- | ----- | ----- | ----- | ----- | ----- | ------ | ------ | ------ | ------ | ------ | ------ | ------ | ------ |
| Мужчины | ФРР   | КОН   | ФБР   | ПЛА   | ЛАЗ   | КОН    | ФБР    | ПЛА    | ЛАЗ    |        |        |        |        |
| Женщины | ФРР   |       |       |       |       | КОН    | ФБР    | ПЛА    | ЛАЗ    | КОН    | ФБР    | ПЛА    | ЛАЗ    |

Легенда
- ФРР = Фехтование рейтинговый раунд
- КОН = Конкур
- ФБР = Фехтование бонусный раунд
- ПЛА = Плавание
- ЛАЗ = Лазер-ран (Финишное положение в этом виде определяет призеров соревнований)

## Медали

### Общий зачёт
(Жирным выделено самое большое количество медалей в своей категории; принимающая страна также выделена)
| Общее количество медалей |                  |        |         |        |       |
| Место                    | Страна           | Золото | Серебро | Бронза | Всего |
| 1                        | Египет           | 1      | 0       | 0      | 1     |
| 1                        | Венгрия          | 1      | 0       | 0      | 1     |
| 3                        | Япония           | 0      | 1       | 0      | 1     |
| 3                        | Франция          | 0      | 1       | 0      | 1     |
| 5                        | Италия           | 0      | 0       | 1      | 1     |
| 5                        | Республика Корея | 0      | 0       | 1      | 1     |
| Всего                    | Всего            | 2      | 2       | 2      | 6     |

### Медалисты
| Дисциплина | Золото                 | Серебро               | Бронза                       |
| Мужчины    | Ахмед эль-Генди Египет | Таисю Сато Япония     | Джорджо Малан Италия         |
| Женщины    | Мишель Гульяш Венгрия  | Элоди Клувель Франция | Сон Сын Мин Республика Корея |

## Место проведения
| Версаль      |
| ------------ |
|              |
| Вместимость: |